# The Fiji Times
Die Fiji Times ist eine englischsprachige Tageszeitung, mit einem Teil in der Fidschisprache, die in der Hauptstadt Suva auf Fidschi herausgegeben wird.

## Geschichte
Die Fiji Times wurde am 4. September 1869 durch George Littleton Griffiths (* 1844 Woolwich, England – 1908 Suva, Fiji) in Levuka gegründet und ist die älteste Zeitung auf Fidschi, die immer noch erscheint. Sie beansprucht für sich, die erste Zeitung auf der Welt mit einer täglichen Ausgabe zu sein.
Die Zeitung gehört Mahendra Motibhai Patel, der sie 2010 von Rupert Murdochs News Corp kaufte. Die frühere Herausgeberin Evan Hannah wurde 2008 aus Fidschi verwiesen, weil sie von der Übergangsregierung wegen Einmischung in die Politik angeklagt wurde.

## Militärputsche und Zensur
Die Zeitung wurde nach dem Militärputsch von 1987 von der Sitiveni Rabuka Administration zeitweise zensiert. Aus Protest wurde eine Ausgabe herausgegeben, die anstelle der zensierten Artikel weiße Flächen aufwies. Nach dem Staatsstreich gegen die Zivilregierung im Dezember 2006 gab die Zeitung bekannt, dass sie eher keine Zeitung herausgeben werde, als sich der staatlichen Zensur zu beugen. Von Dezember 2006 bis April 2009 konnte die Times kritische Artikel über die Interimsregierung veröffentlichen. Nach der Verfassungskrise von 2009 wurden alle Zeitungen auf Fidschi zensiert.

## Kritiker
Die Arbeiterpartei von Fidschi ist ein starker und ständiger Kritiker der politisch als Mitte-rechts geltenden Fiji Times und wirft ihr politische Einseitigkeit vor.